# Leuwisadeng (plaats)
Leuwisadeng is een bestuurslaag in het regentschap Bogor van de provincie West-Java, Indonesië. Leuwisadeng telt 11.578 inwoners (volkstelling 2010).